# 남방긴코아르마딜로
남방긴코아르마딜로(Dasypus hybridus)는 남아메리카에 사는 아르마딜로의 일종이다. 아르헨티나와 브라질, 파라과이, 우루과이에서 발견된다. 이 작은 포유류는 회색 빛을 띠며, 몸길이는 25~50 cm, 몸무게는 1.5~2 kg 정도이다. 피갑목에 속하며, 가죽으로 된 7줄의 갑옷 모양의 뼈판으로 싸여 있다.

## 분포, 서식지, 먹이
남방긴코아르마딜로는 북부 아르헨티나와 우루과이, 남부 브라질 그리고 파라과이의 초원 지대에서 산다. 이 포유류는 스스로 굴을 파고 그 속에서 산다. 이들의 먹이는 주로 무척추동물이지만, 식물이나 다른 동물들이 남긴 음식을 먹기도 한다.